# Torasemide
La torasemide (o torsemide) è un derivato piridin-sulfonilureico appartenente alla categoria dei diuretici dell’ansa, usato principalmente per il trattamento di ipertensione ed edema da insufficienza cardiaca congestizia (ICC).
L’efficacia della torasemide, nella riduzione della ritenzione di acqua e sale nell’ICC, è stata stabilita in studi comparitivi a doppio cieco con la furosemide.
È stato dimostrato che la torasemide presenta un’efficacia paragonabile alla furosemide, in termini di volume totale di urina escreta, e una maggiore durata d’azione.
Pubblicazioni recenti suggeriscono risultati migliori della torasemide rispetto alla furosemide nel trattamento dell'insufficienza cardiaca.
Inoltre, l’efficienza farmacologica è stata confermata da test randomizzati e controllati e da studi effettuati post-vendita. I dati di questi ultimi hanno evidenziato che nei pazienti, sottoposti a trattamento con torasemide, si è ridotto significativamente il tasso di ricoveri ospedalieri. La torasemide è venduta in Italia con i nomi commerciali Diuremid, Diuresix, Diuretor e Toradiur.

## Indicazioni terapeutiche
La torasemide è indicata negli adulti in caso di:
- edemi
- ascite
- insufficienza cardiaca congestizia
- patologie renali come l’insufficienza renale acuta e cronica e sindrome nefrosica.[4][9]

## Meccanismo d'azione
La torasemide inibisce il trasportatore di Na+/K+/2Cl- nel tratto ascendente spesso dell’ansa di Henle (NKCC2), con conseguente diminuzione del riassorbimento di NaCl e del potenziale positivo a livello del lume che deriva dal ricircolo del K+. In particolare, alcune osservazioni suggeriscono che i diuretici dell’ansa si leghino al sito di legame del Cl- localizzato nel dominio transmembrana del trasportatore Na+/K+/2Cl-.
Gli effetti della torasemide in altri segmenti del nefrone non sono stati dimostrati.
La torasemide aumenta l’escrezione urinaria di Na+, Cl- e acqua, ma non altera in modo significativo la velocità di filtrazione glomerulare, il flusso plasmatico renale o l’equilibrio acido-base.
Gli effetti della torasemide come antiipertensivo sono dovuti alle sue azioni diuretiche: riducendo il volume del liquido extracellulare e plasmatico, la pressione arteriosa si riduce temporaneamente ed anche la gittata cardiaca diminuisce. La terapia diuretica ha costituito per lungo tempo un pilastro del trattamento dello scompenso cardiaco. Insieme alla terapia digitalica, è stata ampiamente usata per risolvere le crisi di scompenso cardiaco acuto e nella terapia di mantenimento.
Inoltre, i diuretici dell’ansa hanno mostrato capacità di indurre l’espressione della COX-2, coinvolta nella sintesi di prostaglandine a partire dall’acido arachidonico. Almeno una di queste prostaglandine, la PGE2, inibisce il trasporto salino nel tratto ascendente spesso dell’ansa di Henle e pertanto prende parte all’azione renale di questi farmaci.

## Farmacocinetica
La torasemide viene somministrata per via orale o per infusione endovenosa.
L’assorbimento della torasemide, dopo somministrazione orale, avviene rapidamente a livello gastro-intestinale. La concentrazione plasmatica massima (Cmax) viene raggiunta dopo 1-2 ore dall’assunzione (Tmax).
La biodisponibilità della torasemide in volontari sani è circa dell’80%. Circa il 99% della torasemide è legato alle proteine plasmatiche con un volume apparente di distribuzione di 16 litri.
I diuretici dell’ansa sono rapidamente assorbiti a livello del lato luminale del tubulo e sono eliminati dal rene per secrezione tubulare. Per questo motivo, l’attività diuretica è proporzionale alla velocità di secrezione da parte del tubulo prossimale.
La clearance renale di torasemide è di circa 10 ml/min.
La durata dell’effetto per la torasemide e dei suoi tre metaboliti (M1, M2 e M5) generalmente è di 3-4 ore.
Il comportamento farmacodinamico non è modificato e la durata d'azione non è influenzata dalla gravità dell'insufficienza renale.

## Farmacodinamica
I diuretici dell'ansa svolgono un'azione inibitoria del riassorbimento di NaCl a livello del tratto ascendente dell'ansa di Henle, favorendo così l'eliminazione dei liquidi in eccesso dalla circolazione sanguigna. In questo modo torasemide determina una graduale scomparsa dell'edema ed una diminuzione del lavoro cardiaco (con riduzione sia del pre-carico che del post-carico).
Torasemide può essere somministrato per via orale (sotto forma di compresse) o per via endovenosa (sotto forma di fiale). Dopo somministrazione orale l'azione diuretica si manifesta entro la prima ora, raggiungendo l'effetto massimo entro 2-3 ore. La sua attività può durare fino a 12 ore. Dopo somministrazione endovenosa torasemide esplica la sua azione in alcuni minuti con massima attività entro la prima ora. Questa rapidità nell'insorgenza dell'attività diuretica è indicata per il trattamento di edema polmonare acuto, nel caso di insufficienza renale acuta o in presenza di grave ascite.
La durata d'azione varia in base al dosaggio della fiala: 12 ore per pazienti sottoposti ad infusione con fiale da 10 mg; 24 ore nel caso di pazienti trattati con fiale da 200 mg.

## Vie di somministrazione
In commercio esistono diverse forme farmaceutiche: compresse per via orale, soluzione iniettabile e infusione. La somministrazione endovenosa effettuata per infusione è indicata per pazienti con insufficienza renale in fase non anurica.

## Controindicazioni
Si sconsiglia la somministrazione di torasemide in caso di:
- ipersensibilità al principio attivo
- insufficienza renale in fase anurica
- nel pre-coma e coma epatico
- durante la gravidanza e l'allattamento
- ipotensione

## Effetti indesiderati

### Alterazioni metaboliche e nutrizionali
A seconda del dosaggio e della durata del trattamento, possono verificarsi disturbi dell'equilibrio idro-salino, soprattutto in caso di ridotta assunzione di sale. Il metabolismo del potassio è influenzato solo occasionalmente dal trattamento con torasemide alle dosi consigliate; l'ipokaliemia può verificarsi se si segue una dieta a basso contenuto di potassio, o se si verificano vomito, diarrea o uso eccessivo di lassativi, oppure in casi di insufficienza epatica.
Specialmente all'inizio del trattamento e in pazienti anziani, se la diuresi è marcata, possono manifestarsi sintomi e segnali di deplezione elettrolitica e di volume, quali emicrania, vertigini, astenia, perdita di appetito e crampi. Questi effetti collaterali scompaiono adeguando il dosaggio alla necessità individuale. Può verificarsi un aumento dell'acido urico, del glucosio e dei lipidi nel siero. Potrebbe manifestarsi un aggravamento dell'alcalosi metabolica.

### Alterazioni cardiache/del sistema cardiovascolare
In casi isolati, possono verificarsi complicazioni tromboemboliche e disturbi cardiaci e circolatori del sistema nervoso centrale dovuti a emoconcentrazione (inclusa ischemia cardiaca e cerebrale), che possono portare ad esempio ad aritmie cardiache, angina pectoris, infarto miocardico acuto o sincope.

### Alterazioni del sistema gastrointestinale
I pazienti possono accusare sintomi gastrointestinali, ad esempio inappetenza, mal di stomaco, nausea, vomito, diarrea, costipazione. La pancreatite è stata riferita in casi isolati.

### Alterazioni renali, delle vie urinarie e del sistema epatobiliare
In pazienti con occlusione delle vie urinarie (ad es. ipertrofia prostatica) l'aumentata produzione di urina può portare ad una sua ritenzione, causando pertanto dilatazione della vescica. Sono stati segnalati, in casi isolati, aumento dell'azotemia, della creatininemia e delle gamma-GT, alterazioni della glicemia, del metabolismo lipidico e aumento dei livelli di acido urico. Possono verificarsi casi individuali di reazioni cutanee di tipo allergico come prurito o eritemi.

### Alterazioni del sistema ematico e del sistema linfatico
In rari casi il trattamento con torasemide potrebbe causare una diminuzione reversibile degli elementi corpuscolati del sangue (eritrociti, leucociti, piastrine).

### Alterazioni della cute del tessuto sottocutaneo
In casi isolati, possono verificarsi reazioni allergiche, quali prurito, rash e fotosensibilità. Molto raramente possono verificarsi reazioni cutanee gravi.

## Interazioni farmacologiche
Quando usata contemporaneamente con glicosidi cardiaci, una carenza di potassio e/o magnesio può aumentare la sensibilità del miocardio ai digitalici. L'effetto kaliuretico dei mineral- e glucocorticoidi e lassativi può essere aumentato. I farmaci antinfiammatori non steroidei (ad esempio indometacina) possono ridurre l’effetto diuretico e ipotensivo della torasemide, possibilmente attraverso l’inibizione della sintesi delle prostaglandine.
L’effetto dei farmaci antipertensivi, in particolare degli ACE inibitori, somministrati in concomitanza può essere potenziato. Il trattamento sequenziale o combinato, o l’inizio di una nuova co-terapia con un ACE inibitore potrebbe comportare un’ipotensione grave e costituire così la base della terapia dello scompenso. Questo può essere ridotto al minimo abbassando la dose iniziale dell’ACE inibitore e/o riducendo o interrompendo temporaneamente la somministrazione di torasemide, 2 o 3 giorni prima del trattamento con l’ACE inibitore.
La torasemide può ridurre la responsività arteriosa agli agenti pressori, ad esempio adrenalina, noradrenalina e può ridurre l’effetto degli anti-diabetici. Soprattutto a dosaggi elevati, la torasemide può potenziare gli effetti lesivi (ototossicità e tossicità renale) di antibiotici amminoglicosidici (es. kanamicina, gentamicina, tobramicina), delle preparazioni di cisplatino e di cefalosporine. L’azione dei miorilassanti contenenti curaro e della teofillina può essere potenziata. Le concentrazioni sieriche di litio e gli effetti cardio- e neurotossici del litio possono aumentare.
La torasemide inibisce l’escrezione renale dei salicilati, aumentando il rischio di tossicità per salicilati nei pazienti che ne ricevono dosaggi elevati. L’uso concomitante di torasemide e colestiramina non è stato studiato nell'uomo, ma uno studio condotto sugli animali ha evidenziato che la co-somministrazione di colestiramina ha ridotto l’assorbimento della torasemide somministrata per via orale.